# Ecourile pădurii
„Ecourile pădurii” (în maghiară Echa leśne) este o nuvelă din 1905 a scriitorului polonez Stefan Żeromski.